# 東北開発コンサルタント
株式会社東北開発コンサルタント（とうほくかいはつコンサルタント、英: Tohoku development consultant CO., LTD）は、宮城県仙台市に本社を置く東北電力グループの建設コンサルタント会社。

## 沿革
- 1968年11月30日　設立。
- 2000年3月　ISO 9001認証取得。